# ISO 3166-2:VE
ISO 3166-2:VE es la entrada para Venezuela en ISO 3166-2, parte de los códigos de normalización ISO 3166 publicados por la Organización Internacional de Normalización (ISO), que define los códigos para los nombres de las principales subdivisiones (p.ej., provincias o estados) de todos los países codificados en ISO 3166-1.
En la actualidad, los códigos ISO 3166-2 para Venezuela se definen para 1 Distrito Capital, 1 dependencia federal, y 23 estados. El Distrito Capital contiene la parte central de la capital del país, Caracas, y tiene un estatus especial equiparable al de los estados.
Cada código consta de dos partes, separadas por un guion. La primera parte es VE, el código de la ISO 3166-1 para Venezuela y en su segunda parte es alfabético de un carácter.

## Códigos actuales
Los nombres de las subdivisiones se ordenan según el estándar ISO 3166-2 publicado por la Agencia de Mantenimiento ISO 3166 (ISO 3166/MA).
Pulsa sobre el botón en la cabecera para ordenar cada columna.
| Código | Nombre de la subdivisión | Categoría de la subdivisión |
| ------ | ------------------------ | --------------------------- |
| VE-A   | Distrito Capital         | Distrito Federal            |
| VE-B   | Anzoátegui               | Estado                      |
| VE-C   | Apure                    | Estado                      |
| VE-D   | Aragua                   | Estado                      |
| VE-E   | Barinas                  | Estado                      |
| VE-F   | Bolívar                  | Estado                      |
| VE-G   | Carabobo                 | Estado                      |
| VE-H   | Cojedes                  | Estado                      |
| VE-I   | Falcón                   | Estado                      |
| VE-J   | Guárico                  | Estado                      |
| VE-K   | Lara                     | Estado                      |
| VE-L   | Mérida                   | Estado                      |
| VE-M   | Miranda                  | Estado                      |
| VE-N   | Monagas                  | Estado                      |
| VE-O   | Nueva Esparta            | Estado                      |
| VE-P   | Portuguesa               | Estado                      |
| VE-R   | Sucre                    | Estado                      |
| VE-S   | Táchira                  | Estado                      |
| VE-T   | Trujillo                 | Estado                      |
| VE-U   | Yaracuy                  | Estado                      |
| VE-V   | Zulia                    | Estado                      |
| VE-W   | Dependencias Federales   | Dependencia Federal         |
| VE-X   | Vargas                   | Estado                      |
| VE-Y   | Delta Amacuro            | Estado                      |
| VE-Z   | Amazonas                 | Estado                      |

## Cambios
Los siguientes cambios de entradas han sido anunciados en los boletines de noticias emitidos por el ISO 3166/MA desde la primera publicación del ISO 3166-2 en 1998, cesando esta actividad informativa en 2013.
| Informe                       | Fecha de emisión                   | Descripción del cambio reportado                                                                                                  | Cambio de código o subdivisión                     |
| ----------------------------- | ---------------------------------- | --- | -------------------------------------------------- |
| Boletín I-4                   | 10/12/2002                         | Se añade un estado. Se reordena la cabecera de las categorías de subdivisiones                                                    | Subdivisiones añadidas: VE-X Vargas                |
| Boletín I-5                   | 5/9/2003                           | Cambia la categoría de subdivisión de dos territorios Federales a estados. Se actualiza la fuente de lista                        |                                                    |
| Plataforma en línea de la ISO | 3/3/2009                           | Cambia la abreviatura |                                                    |
| Boletín II-1                  | 3/2/2010 (corregido el 19/2/2010-) | Cambia la abreviatura del nombre del país de acuerdo con ISO 3166-1 NL VI-5 (3/3/2009)                                            |                                                    |
| Plataforma en línea de la ISO | 2010-02-19                         | Cambia la abreviatura del nombre del país de acuerdo con ISO 3166-1 NL VI-5 (3/3/2009)                                            |                                                    |
| Plataforma en línea de la ISO | 2014-12-18                         | Se alinean las abreviaturas en inglés y francés en mayúsculas y minúsculas con UNTERM; se actualizan las observaciones en francés |                                                    |
| Plataforma en línea de la ISO | 2015-11-27                         | Cambio ortográfico del nombre de la categoría en español y francés                                                                |                                                    |
| Plataforma en línea de la ISO | 2020-11-24                         | Cambio del nombre de la subdivisión VE-X; se actualiza la fuente de lista; Corrección de la fuente de código                      | Subdivisiones renombradas: VE-X Vargas → La Guaira |